# Horváth Béla (politikus)
Horváth Béla (Budapest, 1954. szeptember 23. –) magyar politikus, író, közlekedésmérnök, építőmérnök, mérnök-közgazdász, az MDF, majd az FKGP országgyűlési képviselője. A Magyar Tudományos Akadémia köztestületi tagja. A Nemzeti Fórum Egyesület Kölcsey Körének vezetője. 

## Életpályája

### Iskolái
1969–1973 között a budapesti József Attila Gimnázium angol tagozatán tanult. 1974–1979 között a Budapesti Műszaki és Gazdaságtudományi Egyetem Építőmérnöki Kar Közlekedésépítőmérnöki Szakán végzett. 1980–1982 között a Marx Károly Közgazdaságtudományi Egyetem mérnök-közgazdász szakán diplomázott. 1989-ben Angliában menedzserképzésben vett részt. 2002–2006 között a Pécsi Tudományegyetem Természettudományi Karán a földtudományok doktora lett. 2006-ban PhD. fokozatot szerzett. A Magyar Tudományos Akadémia köztestületi tagja.

### Pályafutása
1973–1974 sorkatonai szolgálatot teljesített Szegeden. 1979–1982 között a Fővárosi Mélyépítési Tervező Vállalat (FŐMTERV) tervező mérnöke volt; budapesti közlekedési beruházásokon dolgozott. 1982–1990 között az Országos Piackutató Intézet piackutatója és az Export Főosztály vezető helyettese volt. 1994–1995 között a Közlekedéstudományi Rt. külső szakértője volt. 2000-ben A kommunizmus áldozatainak emléknapja kezdeményezője volt a Parlamentben. 2002-ben a Parma fidei – Hit Pajzsa-díj társalapítója volt Gyurkovics Tiborral.
2010-2012 között a BM Országos Katasztrófavédelmi Főigazgatóság Műveletirányítási főosztályvezetője, 2012 és 2014 között a Főpolgármesteri Hivatalban Városüzemeltetési főosztályvezető. Közigazgatási szakvizsgát tett. 2015-től a Fővárosi Közterület-fenntartó Nonprofit Zrt. vezérigazgatója lett, majd a DHK Hátralékkezelő és Pénzügyi Szolgáltató Zrt. vezérigazgatója volt 2020-ig. Nyugdíjas.

### Politikai pályafutása
Az MSZMP-nek nem volt tagja. 1988–1990 között az MDF I.-XII. kerületi szervezetének alapító elnöke volt. 1988–1995 között az MDF alapító tagja volt. 1990–1992 között Az Állami Számvevőszék szervezetének és működésének felülvizsgálatát végző ad-hoc bizottság tagja volt. 1990–1993 között a Költésgvetési, adó- és pénzügyi bizottság tagja volt. 1990–1994 között az IPU magyar csoportjának magyar-japán tagozatának elnöke volt. 1990–1994 között, valamint 1998–2002 között országgyűlési képviselő (1990–1994: Budapest XII. kerület, MDF; 1998–2002: Budapest, FKGP) volt. 1992–1994 között a Számvevőszéki bizottság tagja volt. 1993–1994 között a Gazdasági bizottság tagja volt. 1994-ben országgyűlési képviselőjelölt volt. 1995–2001 között az FKGP tagja, valamint az elnökség kabinetfőnöke volt. 1998–2001 között az FKGP frakcióvezető-helyettese volt. 1998–2001 között az Építésügyi és építészeti albizottság elnöke volt. 1998–2001 között, valamint 2001–2002 között a Területfejlesztési bizottság alelnöke volt. 1998–2002 között az Idegenforgalmi bizottság tagja, valamint a Kastélyok, kúriák, várak albizottság tagja és a Millenniumi albizottság tagja volt. 1998–2002 között az IPU magyar csoportjának magyar-thaiföldi tagozatának elnöke volt. 2001-ben kizárták az FKGP-ből, de a kisgazda képviselőcsoport tagja volt 2002-ig. 2002-ben nem indult a választásokon. „C” típusú átvilágítással rendelkezik.

## Családja
Szülei: Horváth Béla és Bogyay Sarolta. 1982-ben házasságot kötött Kiss Hildával. Három fiuk született: Marcell (1984), Botond (1986) és Levente (1988). 5 unokája van.

## Művei
- Egy ökológiai bomba - Miért van szükség a Duna–Tisza-csatornára? - Polgári Szemle 2010. AUGUSZTUS - 6. ÉVFOLYAM, 4. SZÁM
- A közlekedési kapcsolatok fejlődése Budapesten és agglomerációjában a főváros egyesítésétől napjainkig (2006)[5]
- Levettük a vörös csillagot... Rendszerváltás "belülnézetből"; Papirusz Book, Budapest, 2008
- A Hit Pajzsa-Díj története képekben 2002-2020; Antológia Kiadó, Lakitelek, 2020
- Hit Pajzsa Díjasok a Mária Rádióban; Antológia Kiadó, Lakitelek, 2022
- Képviselő úr, öné a szó! Horváth Béla országgyűlési beszédei; Neumann Lapkiadó és Kommunikációs Kft, 2023
- Krisztusba kapaszkodva - Emléknap és Hit Pajzsa Díj a kommunizmus áldozatainak; Budapest, 2024

## Díjai
- ·Belügyminiszteri elismerő oklevél – 2011. okt. 04.
- Teleki Pál-érdemérem (2017)[6]